# Letland op het Eurovisiesongfestival 2007
Letland nam deel aan het Eurovisiesongfestival 2007 in Helsinki, Finland. Het was de 7qrz deelname van het land op het Eurovisiesongfestival. De selectie verliep via het jaarlijkse Eirodziesma, waarvan de finale plaatsvond op 24 februari 2007. LTV was verantwoordelijk voor de Letse bijdrage voor de editie van 2007.

## Selectieprocedure
De nationale finale werd gehouden op 24 februari 2007.
In totaal deden er tien artiesten mee aan deze finale en de winnaar werd gekozen door middel van televoting. 
Er waren twee ronden, na de eerste ronde bleven er maar drie artiesten over.

## Nationale finale
| Volgorde | Artiest                                  | Lied                         | Ronde 1 | Ronde 2 | Plaats |
| -------- | ---------------------------------------- | ---------------------------- | ------- | ------- | ------ |
| 1        | Intars Busulis                           | "Gonki"                      | 13,219  | 16,676  | 2      |
| 2        | Robert Wells, Johnny Salamander & Meldra | "The legends of rock’n roll" | 3,728   | -       | 7      |
| 3        | Red Bee                                  | "Can’t buy good lovin'"      | 2,002   | -       | 10     |
| 4        | Lenii                                    | "Take off Your Mask"         | 10,477  | -       | 4      |
| 5        | Gunārs Kalniņš & Jolanda Suvorova        | "What a love can do to me"   | 12,776  | 13,838  | 3      |
| 6        | Re:public                                | "Home"                       | 5,945   | -       | 6      |
| 7        | Ksenija                                  | "You are losing me"          | 2,635   | -       | 9      |
| 8        | Bonaparti.lv                             | "Questa Notte"               | 32,900  | 49,422  | 1      |
| 9        | Klaidonis & Linita                       | "My vow to you"              | 6,702   | -       | 5      |
| 10       | Igeta & Project Bradans                  | "Dundari dandari"            | 3,329   | -       | 8      |

## In Helsinki
In de halve finales moest het land aantreden als 28ste en laatste net na Oostenrijk. Op het einde van de avond bij de onthulling van de enveloppen bleek het land de finale bereikt te hebben. Ze eindigden op een 5de plaats met 168 punten.
Men ontving 5 keer het maximum van de punten.
België en Nederland hadden respectievelijk 8 en 7punten over voor deze inzending.
In de finale moest Letland aantreden als 14de , net na Frankrijk en voor Rusl.
Op het einde van de puntentelling bleek dat Letland 16de was geworden met 54 punten.
België en Nederland hadden respectievelijk 0 en 4punten over voor deze inzending.

### Gekregen punten

#### Halve Finale
| 12 punten                                            | 10 punten             | 8 punten                                  | 7 punten                                         | 6 punten                            |
| ---------------------------------------------------- | --------------------- | ----------------------------------------- | ------------------------------------------------ | ----------------------------------- |
| - Estland - Ierland - Litouwen - Malta - Polen       | - Israël              | - België - Portugal - Verenigd Koninkrijk | - Nederland - Noorwegen - Slovenië               |                                     |
| 5 punten                                             | 4 punten              | 3 punten                                  | 2 punten                                         | 1 punt                              |
| - Cyprus - Denemarken - Georgië - IJsland - Roemenië | - Hongarije - Kroatië | - Finland - Oekraïne - Tsjechië           | - Moldavië - Rusland - Wit-Rusland - Zwitserland | - Griekenland - Oostenrijk - Zweden |

#### Finale
| 12 punten | 10 punten                      | 8 punten                | 7 punten   | 6 punten          |
| --------- | ------------------------------ | ----------------------- | ---------- | ----------------- |
|           | - Estland - Ierland - Litouwen |                         |            | - Slovenië        |
| 5 punten  | 4 punten                       | 3 punten                | 2 punten   | 1 punt            |
|           | - Malta - Verenigd Koninkrijk  | - Nederland - Noorwegen | - Roemenië | - Kroatië - Polen |

### Punten gegeven door Letland

#### Halve Finale
Punten gegeven in de halve finale:
| Punten    | Land        |
| --------- | ----------- |
| 12 punten | Estland     |
| 10 punten | Wit-Rusland |
| 8 punten  | Hongarije   |
| 7 punten  | Georgië     |
| 6 punten  | IJsland     |
| 5 punten  | Slovenië    |
| 4 punten  | Zwitserland |
| 3 punten  | Portugal    |
| 2 punten  | Servië      |
| 1 punt    | Polen       |

#### Finale
Punten gegeven in de finale:
| Punten    | Land        |
| --------- | ----------- |
| 12 punten | Oekraïne    |
| 10 punten | Litouwen    |
| 8 punten  | Wit-Rusland |
| 7 punten  | Rusland     |
| 6 punten  | Georgië     |
| 5 punten  | Hongarije   |
| 4 punten  | Slovenië    |
| 3 punten  | Servië      |
| 2 punten  | Bulgarije   |
| 1 punt    | Roemenië    |